# Laviron
Laviron ist eine französische Gemeinde mit 352 Einwohnern (Stand: 1. Januar 2022) im Département Doubs in der Region Bourgogne-Franche-Comté.

## Geographie
Laviron liegt auf 727 m über dem Meeresspiegel, vier Kilometer nördlich von Pierrefontaine-les-Varans und etwa 35 Kilometer südwestlich der Stadt Montbéliard (Luftlinie). Das Dorf erstreckt sich im Jura, am nördlichen Rand des weiten Hochplateaus von Pierrefontaine, am Fuß des Peu de Laviron. Das Gemeindegebiet gehört zum Regionalen Naturpark Doubs-Horloger.
Die Fläche des 19,92 km² großen Gemeindegebiets umfasst einen Abschnitt des französischen Juras. Der Hauptteil des Gebietes wird von der schwach reliefierten Hochfläche von Pierrefontaine eingenommen, die durchschnittlich auf 700 m liegt. Sie ist vorwiegend von Acker- und Wiesland bestanden, zeigt aber auch kleinere Waldgebiete und moorige Flächen. Das Hochplateau besitzt keine oberirdischen Fließgewässer, weil das Niederschlagswasser im verkarsteten Untergrund versickert. Die nördliche Begrenzung dieses weiten Hochplateaus bildet eine Hügelkette, welche zum wesentlich tiefer gelegenen Becken von Sancey überleitet. Von West nach Ost sind dies der Mont Ormont (840 m), der Peu de Laviron (mit 859 m die höchste Erhebung von Laviron) und die Höhe von Le Saucet (782 m).
Zu Laviron gehören neben dem eigentlichen Ort auch verschiedene Weiler und zahlreiche Einzelhöfe, darunter:
- Le Petit-Laviron (730 m) am Südostfuß des Peu de Laviron
- La Joux (692 m) am nördlichen Rand des Plateaus von Pierrefontaine
- Sous la Faye (705 m) am nördlichen Rand des Plateaus von Pierrefontaine

Nachbargemeinden von Laviron sind Sancey mit Sancey-le-Grand im Norden, Surmont und Belleherbe im Osten, Pierrefontaine-les-Varans im Süden sowie Landresse im Westen.

## Geschichte
Im Mittelalter gehörte Laviron zur Herrschaft Belvoir. Zusammen mit der Franche-Comté gelangte das Dorf mit dem Frieden von Nimwegen 1678 an Frankreich. Heute ist Laviron Mitglied des 44 Ortschaften umfassenden Gemeindeverbandes Portes du Haut-Doubs.
Am 1. Januar 2009 erfolgte eine Änderung der Arrondissementszugehörigkeit der Gemeinde. Bislang zum Arrondissement Besançon gehörend, kamen alle Gemeinden des Kantons zum Arrondissement Pontarlier.

## Sehenswürdigkeiten

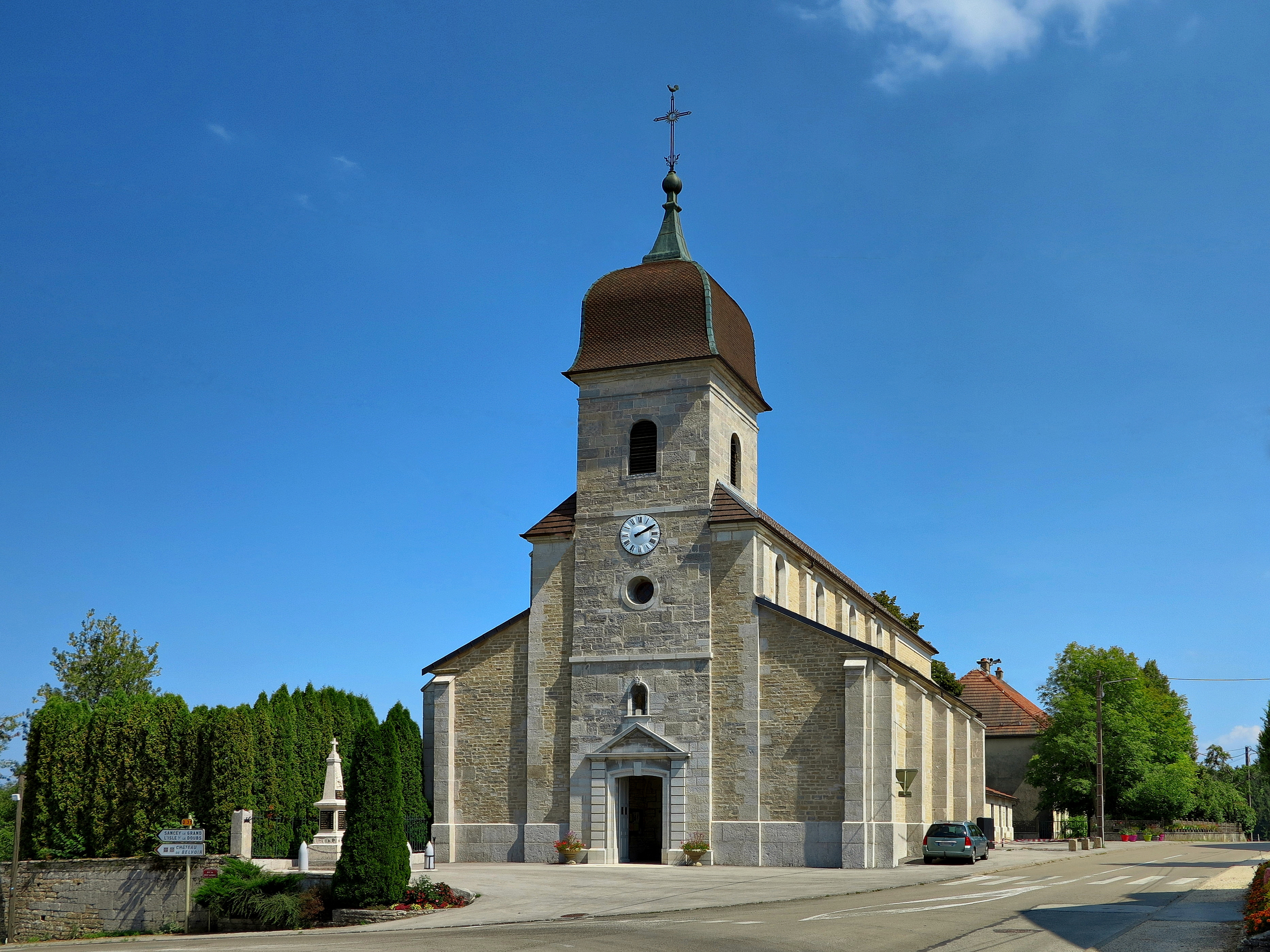
Kirche Sainte-Trinité

Die Kirche Sainte-Trinité stammt ursprünglich aus dem 12. Jahrhundert. Im Lauf der Zeit wurden zahlreiche Umgestaltungen und Restaurierungen vorgenommen, so dass die heutige Bausubstanz überwiegend auf das 18. Jahrhundert zurückgeht. Der Glockenturm wurde von 1750 bis 1757 erbaut. Im Ortskern sind verschiedene Bauernhäuser aus dem 18. und 19. Jahrhundert im charakteristischen Stil der Franche-Comté erhalten.

## Bevölkerung
| Jahr                       | 1962 | 1968 | 1975 | 1982 | 1990 | 1999 | 2006 | 2015 | 2022 |
| Einwohner                  | 487  | 475  | 415  | 380  | 347  | 331  | 328  | 335  | 352  |
| Quellen: Cassini und INSEE |      |      |      |      |      |      |      |      |      |

Mit 352 Einwohnern (1. Januar 2022) gehört Laviron zu den kleinen Gemeinden des Départements Doubs. Nachdem die Einwohnerzahl in der ersten Hälfte des 20. Jahrhunderts markant abgenommen hatte (1886 wurden noch 644 Personen gezählt), wurden seit Beginn der 1990er Jahre nur noch geringe Schwankungen verzeichnet.

## Wirtschaft und Infrastruktur
Laviron war bis weit ins 20. Jahrhundert hinein ein vorwiegend durch die Landwirtschaft (Ackerbau und Viehzucht) geprägtes Dorf. Daneben gibt es heute einige Betriebe des lokalen Kleingewerbes, vor allem im Bereich der Holzverarbeitung. Viele Erwerbstätige sind auch Wegpendler, die in den umliegenden größeren Ortschaften ihrer Arbeit nachgehen.
Die Ortschaft liegt abseits der größeren Durchgangsstraßen an einer Departementsstraße, die von Sancey-le-Grand nach Pierrefontaine-les-Varans führt. Weitere Straßenverbindungen bestehen mit Landresse, Belleherbe und Chamesey.